# Теофан Охридски
Теофан (на гръцки: Θεοφάνης, Теофанис) е православен духовник, охридски архиепископ през 1676 година.
Сведенията за архиепископ Теофан са оскъдни. Той е ръкоположен за митрополит на Гревенската митрополия между 1673 и 1676 година. В началото на 1676 година става охридски архиепископ против волята на синода на църквата. На 1 септември същата година църковен събор в Цариград го отстранява от длъжността. Според „Ехо д'Ориан“ Теофан е споменат като гревенски митрополит в 1676 година. Според Хайнрих Гелцер Теофан е споменат в 1667, 1683 и 1684 година.